# سكينيات الشكل
إن السكينيات هي مجموعة عظميات من الأسماك العظمية معروفةٌ باسم أسماك المنطقة المدارية الجديدة أو أسماك السكين الجنوب أمريكية. ولهذه الأسماك أجسام طويلة، وتسبح محركةً الزعنف الشرجي (anal fin) المُطول في حركاتٍ تموجية. توجد بشكلٍ حصري في المياه العذبة، أغلب نشاطها ليلي ولديها القدرة على إنشاء حقل كهربائي تستخدمه في الإبحار والتواصل، أما الأنقليس الرعاد (Electrophorus electricus)فيستخدمه للهجوم والدفاع أيضًا. وهناك بضعة أنواع مألوفة لدى تجارة أحواض السمك، كأسماك السكين الشبح الأسود و (آبتيرونوتوس آلبيفرونس (Apteronotus albifrons))، وأسماك السكين الزجاجية (glass knifefish) (Eigenmannia virescens)، وسمك السكين المطوق (banded knifefish) (Gymnotus carapo).

## الوصف
باستثناء الأنقليس الرعاد (Electrophorus electricus)، فإن السكينيات أسماك رشيقة أجسامها نحيفة وذيولها مستدقة، ونظرًا لمظهرها الخارجي سُمِيت «أسماك السكين». هي لا تمتلك زعنفة صدرية (pelvic fin) ولا زعنفة ظهرية (dorsal fin)، لكنها تمتلك زعنفة شرجية (anal fin) مطوَلة تمتد لتغطي مسافة أسفل جسمها. وتسبح أسماك السكين عن طريق تمويج هذه الزعنفة مبقيةً جسمها متصلبًا. وتمكنها طريقة الدفع هذه من التحرك إلى الخلف بسهولةٍ مثل سهولة التحرك للأمام.
بوجه عام لا توجد لديها زعنفة ذيلية لكنها موجودة بشكل مصغّر في أسماك الفيلق أبترينوتيدس (Apteronotids)، أسماك السكين. فتحة الخيشوم ضيقة. وفتحة الشرج موجودة تحت الرأس أو تحت الزعانف الصدرية.
تمتلك هذه الأسماك أعضاء كهربائية (electric organ) تمكنها من إنتاج الكهرباء. وتكون الأعضاء الكهربائية مشتقة من خلايا عضلية في معظم السكينيات. لكن تختلف أسماك فيلق أبترينوتيدس (apteronotids) البالغة في أن أعضاءها الكهربائية مشتقة من خلايا عصبية (الخلايا العصبية في العمود الفقري الكهربائي). يمكن للأعضاء الكهربائية الخاصة بالسكينيات أن تُطلق كهرباء متواصلة أو ذبذباتٍ كهربائية. إذا كانت الكهرباء متواصلة فهذا يعني أنها تُطلق على مدار الساعة طوال عمر الفرد. لكل نوع من الأسماك إشارات كهربائية فريدة من حيث توليفة الشكل الموجي للنبضة مع مدتها وسعة الموجة وطور حركية موجية والتردد الموجي.
تنتج الأعضاء الكهربائية للسكينيات تيارًا خفيفًا من الكهرباء بقوة بضع مليفلط (millivolt) فقط وهي قوة غير كافية لإصابة أي سمكة أخرى بالأذى. عوضًا عن ذلك يُستخدم هذا التيار لاستكشاف البيئة المحيطة وتحديد مواقع اللافقاريات المستقرة في القاع والتي تُكَوِّن غذاء هذه الأسماك. ومن الممكن أيضًا أن تُستخدم تلك التيارات لإرسال الإشارات بين أسماك النوع الواحد. وبالإضافة إلى هذا الحقل الكهربائي الضعيف يستطيع الأنقليس أن ينتج تيارًا كهربائيًا أقوى بكثير يصعق به فريسته.

## التصنيف
يوجد في الوقت الحالي حوالي مائة وخمسون نوعًا معروفًا مقسمين إلى اثنين وثلاثون جنسًا تحتويهم خمس فصائل، كما يوجد خمسون نوعًا إضافيًا على الأقل لم توصف رسميًا بعد. العدد الحقيقي للأنواع الموجودة في البرّية غير معرف. ويميل الناس إلى الظن بأن هذه المجموعة هي أخت مجموعة القرموط (Siluriformes)، وبأن هذه المجموعة انبثقت من مجموعة القرموط في العصر الطباشيري (منذ حوالي 120 مليون سنة).
تُصنّف الفصائل إلى الرتيبات والأسر التالية:
رتبة السكينيات
رتيبة Gymnotoidei
فصيلة جمنوتية (سمك السكين المطوّق والأنقليس الرعاد)
رُتيبة Sternopygoidei
أسرة Rhamphichthyoidea
فصيلة Rhamphichthyidae (سمك السكين الرملي)
فصيلة هيبوبوميديا (سمك السكين الأفطس)
أسرة Apteronotoidea
فصيلة Sternopygidae (أسماك السكين الزجاجية)
فصيلة Apteronotidae (أسماك السكين الشبح الأسود)

## الموطن والتوزيع الجغرافي
أسماك السكينيات تسكن في المياه العذبة كالأنهار والجداول في المنطقة المدارية الجديدة الرطبة، وتتوزع في المناطق بين غواتيمالا إلى شمال الأرجنتين. وهي أسماكٌ ليلية. الفصيلتان Gymnotidae وHypopomidae هم الأكثر تنوعًا (من حيث عدد الأنواع) ووفرةً (من حيث عدد الأفراد) في "اليابِسَة" الصغيرة (السهل غير الفيضي" الجداول والأنهار، وفي السهل الفيضي "المروج العائمة" من النباتات المائية (مثل عشب الماء الأمازوني - Eichornium). أما أسماك آبتيرونوتيداي (Apteronotidae) وستيرنوبيغيداي (Sternopygidae) أكثر وفرة وتنوعًا في الأنهار الكبيرة. ونوع رهامفيتشثايداي (Rhamphichthyidae) يُظهر تنوعًا متوسطًا في جميع هذه المواطن السكنية.

## التطور
السكينيات هي من الأعضاء الأكثر انشقاقًا من الأوستاريفيات (Ostariophysi)، وهي سلالةٌ رئيسيةٌ من أسماك المياه العذبة. يعود تاريخ الأحافير (fossils) الوحيدة المعروفة إلى فترة الميوسين (Miocene) في بوليفيا أي حوالي سبعة ملايين سنة مضت.
ما من أنواعٍ من السكينيات لا تزال باقي في أفريقيا. ربما حدث هذا لأنها لم تنتشر في إفريقيا قبل ما تنفصل أمريكا الجنوبية عن إفريقيا أو ربما السبب أن أسماك الأسماك القنومية فازت في المنافسة على البقاء، فهما متشابهان في التعرف كهربيا على الأشياء (electrolocation).
ومن المثير للاهتمام أن كل من السكينيات والأسماك القنومية حصلا على الأعضاء الكهربائية وأنظمة استشعار الكهرباء عن طريق تحول مشترك مثيرًا للدهشة. ومثلما تُظهِر أبحاث أرنيجارد (Arnegard et al). (2005) وآلبيرت وكرامبتون (Albert and Crampton) (2005) التي تعرض، أن آخر مشتركًا بينهما كان موجودًا منذ فترة بين 140 إلى 208 مليون عام مضت وفي هذا التوقيت لم يمتلكا أنظمة استشعار الكهرباء (ESSs). طورت أنواع القنومة وجيمونتوس (Gymnotus) (فصيلة: Gymnotidae) شكلاً موجيًا خاصًا يُمكّن كل سمكة من التمييز بين الأنواع، والأفراد والجِنس مِن حَيث التذكِير أو التأنِيث، وحتى بين الأفراد الأكثر صحة ولياقة. الفروقات تشمل اتجاه طور الحركية الموجية الأولى للموجة (سالبٌ أم موجب، يرتبط هذا باتجاه سريان التيار خلال الخلايا الكهربية في العضو الكهربي)، وسعة الموجة، والتردد الموجي، وعدد أطوار الموجة. ومن هنا فإن أوجه التشابه بين هذين النوعين بعيدي الصلة هو مدهش حقًا.
كان الافتراس عاملاً هامًا أدى إلى هذا التطور. من بين مفترسو السكينيات المعتادين أقاربها سمك القرموط وأيضًا مفترسون من داخل النوع الواحد (E. electricus هو أكبر مفترسٍ للجيمنوتوس (Gymnotus)). بعض المفترسين يشعرون بالحقول الكهربائية فقط إذا كانت متدنية التردد، ولهذا السبب بدلت بعض أنواع الكينيات مثل جيمنوتوس ترددها للاختفاء الفعال عن نظر مفترسيها.
أما العامل الآخر للتطور هو التزاوج، فالإناث تفضل الذكور ذوي الترددات المتدنية التي تحتاج إلى طاقة كبيرة وتكشف الأسماك بسهولة لمفترسيها، وعلى أية حال يتمتع معظم الذكور بهذه الترددات لكن فقط لفترات متقطعة. وتفضل الإناث أيضًا الذكور ذوي النبضات الطويلة، وهي أيضًا تستهلك طاقة كبيرة وتحتاج إلى ذيلٍ طويل. يشير ما سبق أن هذه الأسماك تستغل إمكانياتها جيدًا وهذا يُرجح تكاثرًا أكثر نجاحًا على مدى الحياة.

## وصلات خارجية
- Gymnotiform overview
- Photos of various gymnotiforms